# Bolbone
Bolbone (Bolbon, Bolbones, Bulbones, Pulpenes, Pulpones, Volvon), ime za jedan dio Cholovone Indijanaca, najsjeverniju slupinu porodice mariposan. Živjeli su istočno od rijeke San Joaquin i sjeverno od Tuolumne u Kaliforniji.